# ANTI: full mensual d’arts i lletres
ANTI: full mensual d'arts i lletres fou una revista publicada el 1931 de forma mensual. Digida per Josep Fontcuberta i Rogés, tinent i alcalde de Caldes de Montbui, només tenim constància de l'existència de dues edicions publicades, en primer lloc el maig d'aquell any, i posteriorment el juny. Aquesta revista es basava en la participació de diferents autors de renom de l'època que posaven la seva pinzellada i parlaven sobre la cultura que aleshores es vivia. Actualment, les dues edicions publicades són de domini públic i es troben a l'Arxiu de Revistes Catalanes Antigues de la Biblioteca Nacional de Catalunya.
La revista és original de Caldes de Montbui, on es trobava la redacció i l'administració del full, al carrer de St. Damià, 3. Tal com podem trobar a la darrera pàgina del fulletó, la seva publicació es realitzava el dia 10 de cada mes i els models de subscripció eren: anual (8,5 pessetes), cada sis mesos (4,5 ptes.) o simplement podies comprar la unitat, que costava 75 cèntims. Tot i aquestes opcions de subscripció, la revista només fou publicada en dues ocasions l'any 1931.

## Sumari i presentació
A l'inici de cada revista trobem unes línies de sumari, on es mostren els noms dels autors que hi participaven, amb el nom dels seus escrits. Així doncs, de retruc, també podem conèixer en quina llengua estan escrits aquells apartats en concret, segons l'idioma usat en el titular.
A cada publicació, els autors tenien un espai reservat per realitzar la seva columna, on s'acostumava a parlar de cinema o de les novetats culturals i socials de l'època. La llengua de publicació era força variada. Predominava el català, però també hi ha entrades en castellà i francès. A la revista però, abans de la participació dels diferents autors trobem una entrada dels editors de la revista, on s'introdueix què busquen en aquella edició i ens mostren la temàtica i la línia editorial que se seguirà posteriorment en el fulletó. La primera entrada publicada fou la següent:
| « | Tením els pensaments í les emocions de l'hora que corra. Ens sentim deslligats de tota forma congriada per instints irresponsables o producte d'un estat de coses definitivament extint. La vida sentimental adherida ais recons misteriosos de les valls profundes, als carrers silenciosos de les velles ciutats, als claustres romànics o als cofres gòtics, ens mereix la més franca repulsa. Tampoc no consentim a encadenar la consciència a un pervindre que sempre se 'ns mostra pletòríc de ventures que mai no arriben. Bebem a tot glop el doll de vida que a cada moment ens arriba, vingui d'allà on vingui, de les concavitats d'una ànima o de les convexitats d'un cós. Ni passat ní futur: ara. Lleíaltat a la continuada fluència de la vida. No torturem aquesta subjectant-la a una constant matemàtica o a un sistema cientific, ni tan sols convertint-la en una obra d'art. Deixem-la i fruïm-la tal com és. Com l'amor, com la moda, com l'esport. Ens atemperarem així al ritme universal de l'època. Que no ens interessa allò que està més a prop de casa, sinó allò que està més a prop del moment fugaç que passa. La nostra visió de les coses d'art i ciència, les nostres divagacions, aniran, doncs, d'acord amb el que ara es porta. I que n'estem contents. Aquest full, sensible a les palpitacions de l'hora, recullírà, en no importa quins graus de latítut i longítut, les més significades activitats i aspectes del món d'ara: cinema, T. S. F., ales, U. S A., maquinísme, U. R. S. S.; agredirà desa vell tronc dels romanticismes -píadadament el i naturalismes; i serà un esgarria-cries de tot propòsit messíanísta i redemptorísta. Llegiu-lo. Després, llenceu-lo. | » |

Així doncs ens presenten com serà la revista i de què tractarà. A través de frases com Lleialtat a la continuada fluència de la vida ens mostren la voluntat d'adaptar-se als nous temps i de mostrar clarament com era la realitat de l'època i què succeïa a cada moment. Així doncs, ANTI es presentava com un fulletó de caràcter independent subjecte a l'actualitat de l'època, tot i que es decantaren per una línia editorial basada en l'antic romanticisme i naturalisme, allunyant-se de tot propòsit redemptorista.

## Desaparició
El motiu de la desaparició de la revista és força incert. Davant la poca vida del butlletí i les només dues edicions publicades, la informació és molt escassa. Es creu que el seu tancament és fruit del poc èxit assolit i les dificultats econòmiques que van haver d'afrontar a l'època, ja que fou una època d'incertesa política amb l'inici de la 2a República Espanyola.

## Obra, autor i llengua
Aquestes són les obres que formen part de cada edició de la revista:
| Primera edició – maig 1931                |                   |        |
| El contrapunt del comte de Keyserling     | Miquel Delfai     | Català |
| Una gràcia de qualitat per l'amor de Déu! | Sebastià Gasch    | Català |
| Pintura d'Ara                             | Francesc Domingo  | Català |
| Instants                                  | J. Canyes         | Català |
| Manolo - L'home i l'artista               | A. Pueyo          | Català |
| La descoberta del cinema                  | J. Fabregó        | Català |
| Crítica                                   | Auguste Turlupine | Català |
| Revista d'assaigs                         | M. D              | Català |

| Segona edició - juny 1931                           |                        |          |
| ANTI demana a la Generalitat                        | Redacció de la revista | Català   |
| Precisions                                          | Sebastià Gasch         | Català   |
| Instants                                            | J. Canyes              | Català   |
| Le roman des races                                  | Albéric Cahue          | Francès  |
| Los ladrones de libros y las librerías de lance ... | August Turlupine       | Castellà |
| Revista d'assaigs                                   | M.D                    | Català   |
| El Breviario di Estètica de Benedetto Croce         | Josep M. Soler Janer   | Català   |